# Deng Adel
Deng Adel (ur. 1 lutego 1997 w Dżubie) – południowosudański koszykarz występujący na pozycji niskiego skrzydłowego, posiadający także australijskie obywatelstwo, obecnie zawodnik Maine Celtics.
W 2015 wystąpił w meczu gwiazd amerykańskich szkół średnich Derby Classic. W 2014 zajął ósme miejsce w turnieju Adidas Nations. Dwa lata później wystąpił w Adidas Nations Counselors.
W 2018 reprezentował Houston Rockets podczas rozgrywek letniej ligi NBA w Las Vegas. Następnie zaliczył obóz przedsezonowy z Toronto Raptors.
30 lipca 2019 dołączył do Brooklyn Nets. 14 października został zwolniony.
23 lipca 2020 zawarł umowę z australijskim Illawarra Hawks. 28 października 2021 został zawodnikiem Maine Celtics

## Osiągnięcia
Stan na 22 grudnia 2021, na podstawie, o ile nie zaznaczono inaczej.
NCAA
- Uczestnik turnieju NCAA (2017)
- Zaliczony do:
  - I składu All-ACC Academic (2017)
  - składu ACC All-Honorable Mention (2018)